# Güell
Güell – miejscowość w Hiszpanii, w Katalonii, w prowincji Girona, w comarce Gironès, w gminie Aiguaviva.
Według danych INE z 2004 roku miejscowość zamieszkiwały 52 osoby.